# Place Saint-Similien
La place Saint-Similien est une place publique de Nantes, en France, marquant la limite entre les quartiers du centre-ville et celui de Hauts-Pavés - Saint-Félix.

## Situation et accès
Située à la limite entre les quartiers du centre-ville et celui de Hauts-Pavés - Saint-Félix, la place est bitumée, ouverte à la circulation automobile. Elle est au débouché des rues de Bel-Air, Jeanne-d'Arc, Le Nôtre, Léopold-Cassegrain, Léon-Jamin et Jean-Jaurès.

## Origine du nom
Son nom lui es attribué du fait de la présence de l'église Saint-Similien, au nord-ouest de la place.

## Historique
Dans un acte de 1771, une maison est citée, d'un côté, « rue Saint-Similien » (actuelle rue Léon-Jamin) et, de l'autre, « vis-à-vis le bénitier Saint-Similien ».
La place nécessite de tels travaux en 1830 que les propriétaires riverains offrent à la Ville de les exécuter eux-mêmes, moyennant une indemnité.
En 1829, en perçant la « rue des Arts » (actuelle rue Jean-Jaurès), on y découvre un ancien aqueduc, creusé vers la fin du XVIe siècle, pour amener à cet endroit l'eau d'une fontaine située sur la rue des Hauts-Pavés, mais qui ne servit jamais.
À l'angle nord-est de la place existait aussi une maison à tourelle, démolie lors du percement de la rue Jeanne-d’Arc.
Jusqu'au début des années 1930, la place accueillait également un marché qui fut supprimé lors de l'inauguration du marché de Talensac tout proche, malgré les protestations des usagers et des commerçants.
Sur le côté sud-est, au no 1 bis, l'on construit, dans les années 1980, le nouveau siège du Centre Communal d'Action Sociale de la ville de Nantes, transféré depuis rue d'Enfer (locaux occupés actuellement par les archives municipales).